# 宋哲元
宋 哲元（そう てつげん）は中華民国の軍人。最初は北京政府、国民軍、後に国民革命軍（国民政府）の軍人となる。最終階級は陸軍上将。馮玉祥配下の「五虎将」（他は張之江・鹿鍾麟・鄭金声・劉郁芬）の1人と目された。字は明軒。

## 事跡

### 国民軍での功績
1908年（光緒34年）、武衛右軍随営武備学堂に入学する。卒業後は馮玉祥率いる第2営で哨長に任命された。1913年（民国2年）、連長となる。以後、馮玉祥率いる第16混成旅に所属して中国各地を転任・転戦し、第2団少校団附に昇進した。
1917年（民国6年）、張勲復辟では、張勲の弁子軍を破る上で功績をあげた。1921年（民国10年）には元陝西督軍陳樹藩を、翌民国11年（1922年）には河南督軍趙倜を破る上で、やはり軍功をあげた。これにより、宋哲元は第25混成旅旅長にまで昇進している。1924年（民国13年）10月の北京政変（首都革命）を経て、馮玉祥が自軍を国民軍に改組する。この際に、宋哲元は国民軍第11師師長に任命された。翌年には熱河都統に就任している。
1926年（民国15年）1月、馮玉祥が下野に追い込まれる（3月にソ連訪問）。そのため、張之江・鹿鍾麟ら国民軍の将軍たちは、指導者を欠いたまま、北方各派の包囲を相手に戦わなければならなくなった。この時、宋哲元も西路総司令などをつとめ、張之江や鹿鍾麟を補佐し、前線で戦った。4月、国民軍は北京を放棄して南口に拠り、さらに北方各派を相手に懸命に抗戦した。8月、ついに南口を放棄して綏遠方面へ撤退する。ただ、張之江・鹿鍾麟・宋哲元らの善戦奮闘のおかげで国民軍は壊滅することなくその形を保持できた。また、中国国民党の北伐にも有効な援護射撃となったともいえる。
同年9月、馮玉祥は自軍に復帰する。五原誓師を行って、国民軍は国民聯軍に改組され、あわせて全軍が国民党に加入した。翌年、馮玉祥の軍はさらに国民革命軍第2集団軍となる。6月に宋哲元はその中の第4方面軍総指揮をつとめた。11月には、陝西省政府主席に就任した。宋哲元は陝西省内の独立軍・匪賊をことごとく掃討し、秩序の安定をもたらしている。

### 長城抗戦
北伐後、馮玉祥と蔣介石の対立が激化し、ついに内戦に発展する。宋哲元も馮玉祥の元で反蔣戦争を戦った。しかし1930年（民国19年）に反蔣連合は、最終的に敗北する。宋哲元は張学良を頼り、第29軍に改編されて山西省陽泉に駐屯した。同年11月に宋哲元は正式に第29軍軍長に任命されている。
1932年（民国21年）7月、宋哲元は察哈爾省政府主席を兼任した。1933年（民国22年）、張学良の命により北平付近に駐屯して日本軍に備える。2月18日には、張学良が発した抗日の電文に名を列ねた。3月、日本軍に脆くも大敗した万福麟と交代して、宋哲元率いる第29軍が喜峰口などで日本軍を相手に抗戦し、善戦する（長城抗戦）。最終的には防衛線を破られて宋哲元は通州へ撤退したが、この時の戦いぶりは中国国内世論から大きな賞賛を受けた。
しかしまもなく、馮玉祥が抗日同盟会を組織して華北で活動を開始すると、宋哲元は馮玉祥への対処をめぐって苦慮した。このため同年中に蔣介石は、塘沽協定の障害となる馮玉祥に対して有効な処置をとれない宋哲元を見限り、宋哲元を察哈爾省政府主席から罷免し、龐炳勲を後任にしようとした。しかし、宋哲元は馮玉祥を助けて、龐炳勲を軍事的に牽制する態勢をとり、この時点では宋哲元は自らの地位を守った。

### 冀察政務委員会時代
1935年（民国24年）6月、張北事件の事後処理のため、宋哲元腹心の秦徳純が中国側代表として日本側代表の土肥原賢二と交渉する。その結果、土肥原・秦徳純協定（秦土協定）が締結された。この協定により、宋哲元は察哈爾省政府主席を罷免され、深い反感を抱いた。しかし7月、梅津・何応欽協定（何梅協定）により国民党（国民政府）の主力軍は河北省から撤退せざるを得なくなる。この結果として、非直系の宋哲元が平津衛戍司令に任命されることになった。
同年末には、宋哲元は冀察政務委員会委員長を兼任し、さらには平津衛戍司令を改組した冀察綏靖公署主任に任命された。これにより、宋哲元は河北省を強力な自立勢力圏として、蔣介石の中央が容易に手出しできないようにさせた。その一方で、国民党や中国共産党、さらには日本も含め、国内外の各種政治勢力を相手に複雑な交渉を担当しなければならない立場となった。また冀察政務委員会設立の抗日運動を取り締まるなど、日本に対して妥協的だった。
特に日本に対しては、完全なる敵対姿勢もとれず、逆に和平の姿勢では国内世論の攻撃を受けるというジレンマに陥っている。なお1936年（民国25年）8月19日の宋哲元委員長歓迎宴会には、宋哲元と秦徳純に対し、日本側は今井武夫、牟田口廉也、河辺正三、松村孝良、川越茂などが出席した。また宋哲元は、北京武官の今井武夫、支那駐屯軍の田代皖一郎、香月清司、橋本群、第29軍軍事顧問の桜井徳太郎とは関係は良好であった。
1937年（民国26年）7月、盧溝橋事件が勃発した後、宋哲元は日本軍側との人脈を生かして、いったんは停戦に持ち込んだ。7月18日に宋哲元は「自分は今回の事変について甚だ遺憾に思ひます。今度のことについては軍司令官（香月中将）の指導を仰ぐことにしたいと思ひますから何事によらず指示に与りたい」という丁寧な挨拶で香月中将に謝罪を行い、19日には停戦協定を樹立した。しかし結局、宋哲元の第29軍は反日感情により何度も発砲を繰り返したために日本軍の主要な攻撃目標の一つとされた。宋哲元は厳しい政治環境の中で一時故郷に戻るなど、抗戦態度の決定に逡巡した。しかし第29軍の内部の気風は強い抗日で、日本軍も攻撃意思が明確だったために、和平など衝突回避の方策はとれなかった。しかも蔣介石はこの停戦協定に反発して、北京に派遣された熊斌は7月22日、天津にいた宋哲元を北平に呼び、主権と領土を守るためには、日本軍の甘言にまどわされず、抗戦を決意しなければならないと説いた。宋哲元もこの説得によってようやく中央の堅い決意を理解し、抗戦の心を決めた。しかし結局、宋哲元率いる第29軍は一部地方で激しく抗戦したものの、敗北して北平・天津を放棄した。逡巡により組織だった防御ができないまま北平・天津を喪失した宋は、長城抗戦から一転して、中国の国内世論から激しい糾弾にさらされた。

### 不遇の晩年
その後、宋哲元は第1集団軍総司令に就任して日本軍との戦いに再び戻った。しかし1938年（民国27年）にも敗戦を喫するなど精彩を欠く。同年中に自ら辞任して前線から退いた。さらに、病気もあって事実上引退した。
1940年（民国29年）4月5日、宋哲元は四川省綿陽で病没した。享年56（満54歳）。死後、国民政府から陸軍上将叙第1級を追贈された。